# Sipe Sipe
Sipe Sipe è un comune (municipio in spagnolo) della Bolivia nella provincia di Quillacollo (dipartimento di Cochabamba) con 44.463 abitanti (dato 2010).

## Cantoni
Il comune è suddiviso in 3 cantoni (popolazione al censimento 2001):
- Itapaya - 6.496 abitanti
- Mallco Rancho - 8.287 abitanti
- Sipe Sipe - 16.554 abitanti